# Rheotaxis
Rheotaxis är en vattenlevande organisms tendens att i rinnande vatten röra sig mot strömmen (positiv rheotaxis) eller med strömmen (negativ rheotaxis). De flesta djur i bäckar och älvar visar normalt positiv rheotaxis.
I det strömmande vattnet leder detta beteende djuret till att hålla sin position i strömmen stället för att sköljas med av denna.
Vissa fiskar uppvisar negativ rheotaxis när de vill undvika strömmar. Vissa zooplankton visar såväl positiv som negativ rheotaxis. 
I försök med tre olika fiskarter har visats att vissa receptorer i den laterala linjen är särskilt väl lämpade för att ge information om vattenströmmar i motsats till den accepterade uppfattningen att rheotaxis förmedlas genom visuella och taktila signaler och att den laterala linjen spelar en underordnad roll. En farmakologisk blockering av hela det lateral linjesystemet ökade väsentligt hastighetsgränsen för rheotaktiskt beteende.